# Baptiste Tramond
Baptiste Tramond foi um general francês nascido em Corrèze em 24 de novembro de 1834 e falecido em Paris em 1º de julho de 1889.

## Bibliografia

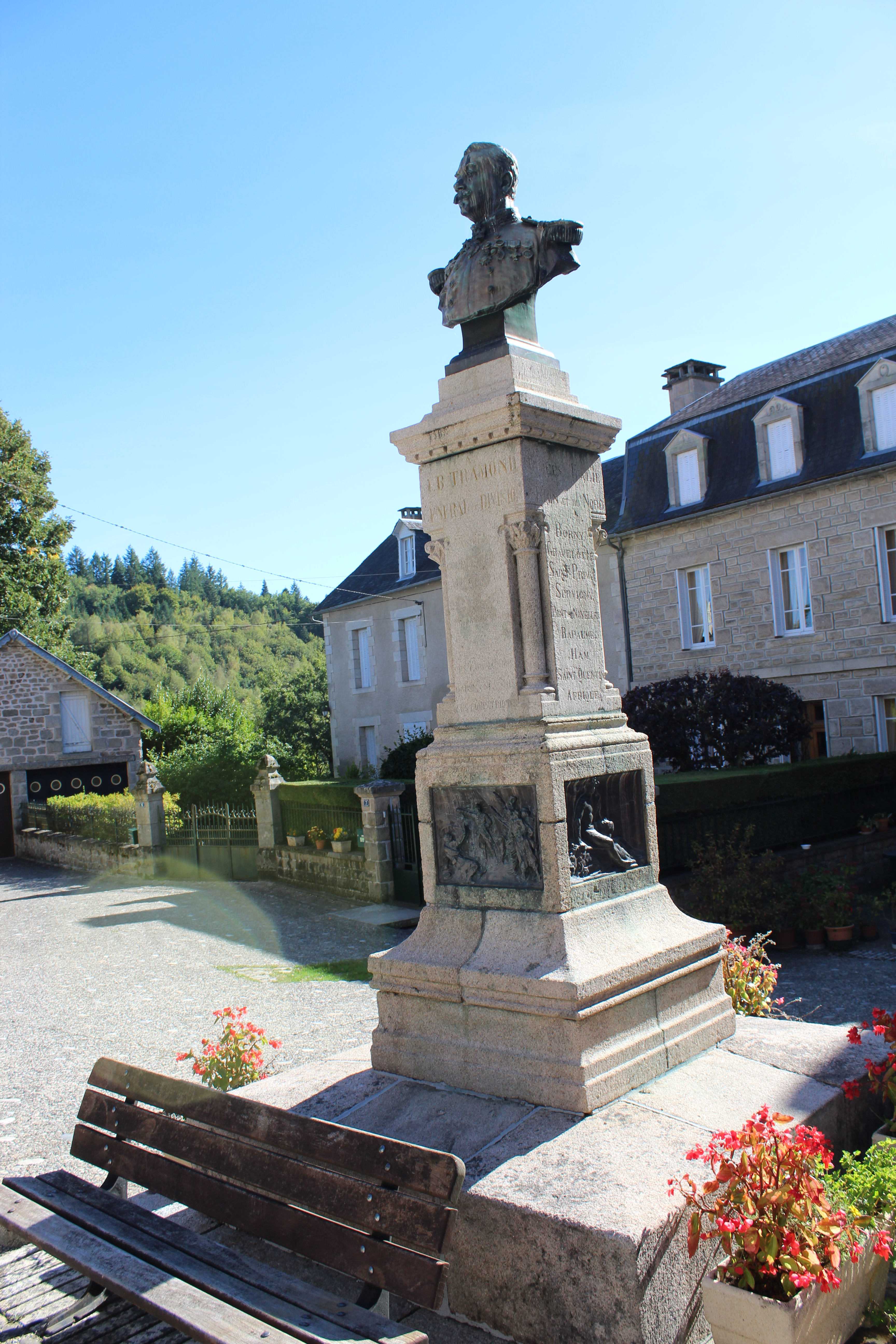
Monumento memorial de JB Tramond.

## Condecorações
- Oficial da Legião de Honra